# Ride Darkhorse, Ride
Ride Darkhorse, Ride è il secondo singolo del gruppo heavy metal 3 Inches of Blood tratto dall'album Battlecry Under a Winter Sun, ed è stato pubblicato nel 2003 dalla Death O' Clock.
La copertina proviene dal libro "Legend of the Shadow Warriors" di Stephen Hand, il disegno è di Martin McKenna.

## Tracce
1. Ride Darkhorse Ride – 3:27
2. Onward to Valhalla – 3:09
3. Tonight we Rejoice – 2:33

## Formazione
- Cam Pipes - voce
- Jamie Hooper - voce
- Rich Trawick - basso
- Geoff Trawick - batteria
- Bobby Froese - chitarra
- Sunny Dhak - chitarra